# Riccardo Foppa
Riccardo Foppa (13 aprile 1961) è un ex sciatore alpino italiano.

## Biografia
Originario di Arabba di Livinallongo del Col di Lana, in Coppa del Mondo ottenne il primo piazzamento di rilievo il 14 febbraio 1981 a Åre in slalom gigante (15º), il miglior risultato il 24 marzo successivo a Borovec nella medesima specialità (8º) e l'ultimo piazzamento il 19 dicembre 1983 in Val Gardena in supergigante (15º); non prese parte a rassegne olimpiche né ottenne piazzamenti ai Campionati mondiali.

## Palmarès

### Coppa del Mondo
- Miglior piazzamento in classifica generale: 73º nel 1981

### Campionati italiani
- 2 medaglie[1]:
  - 1 oro (slalom gigante nel 1981)
  - 1 argento (slalom gigante nel 1984)